# 운봉읍
운봉읍(雲峰邑)은 대한민국 전북특별자치도 남원시의 동부에 위치한 읍이다.
지리산 북서쪽에 자리잡은 고원 분지로, 비교적 넓은 평야를 이루고 있다. 배추 등의 고랭지 채소가 많이 생산된다. 운성지에 의하자면 운봉읍은 진한의 영토로 신라 때에는 모산현이었다고 기록되었으나, 757년(경덕왕 16) 운봉현으로 바뀌었다. 고려 때 남원으로 병합되었다. 1380년에는 황산대첩이 벌어진 곳이다. 조선 때 남원에서 독립해 다시 운봉현이 되었다. 1914년 군면 통폐합으로 남원군과 합쳐졌다.

## 역사
- 1914년 4월 1일 운봉군 군내면(郡內面)과 서면(西面), 남면(南面)을 남원군 운봉면(雲峰面) 17개 리로 통폐합하였다.[1]

| 구 행정구역        | 신 행정구역        | 신 행정구역                                            |
| ------------------ | ------------------ | ------------------------------------------------------ |
| 운봉군 남면 일원   | 남원군 운봉면 일원 | 주촌리, 덕산리, 공안리, 행정리, 산덕리, 동천리, 준향리 |
| 운봉군 군내면 일원 | 남원군 운봉면 일원 | 용산리, 북천리, 서천리, 신기리                         |
| 운봉군 서면 일원   | 남원군 운봉면 일원 | 장교리, 권포리, 임리, 매요리, 가산리, 화수리           |
- 1995년 1월 1일 남원군 등을 남원시로 개편하였다.[2]
- 1995년 3월 2일 운봉읍으로 승격하였다.[3]

## 행정 구역
- 주촌리(舟村里)
- 덕산리(德山里)
- 가산리(佳山里)
- 공안리(孔安里)
- 행정리(杏亭里)
- 서천리(西川里)
- 산덕리(山德里)
- 용산리(龍山里)
- 동천리(東川里)
- 북천리(北川里)
- 준향리(準香里)
- 장교리(長橋里)
- 권포리(權布里)
- 임리(林里)
- 신기리(新基里)
- 매요리(梅要里)
- 화수리(花水里)

## 교육 기관
| 학교명               | 소재지                        | 비고 |
| -------------------- | ----------------------------- | ---- |
| 운봉초등학교         | 운봉읍 운봉로 725 (서천리)    |      |
| 운천초등학교         | 운봉읍 운봉로 147-11 (주촌리) | 폐교 |
| 운남초등학교         | 운봉읍 행정공안길 36 (행정리) | 폐교 |
| 고남초등학교         | 운봉읍 고남로 169 (권포리)    | 폐교 |
| 운봉중학교           | 운봉읍 바래봉길 73            |      |
| 한국경마축산고등학교 | 운봉읍 황산로 952             |      |